# Chimenea (naval)
Chimenea es el nombre que se le da a una construcción realizada sobre la superestructura y cubierta principal de un barco. Se utiliza para expulsar el hollín y el humo de la caldera o los gases de escape del motor.

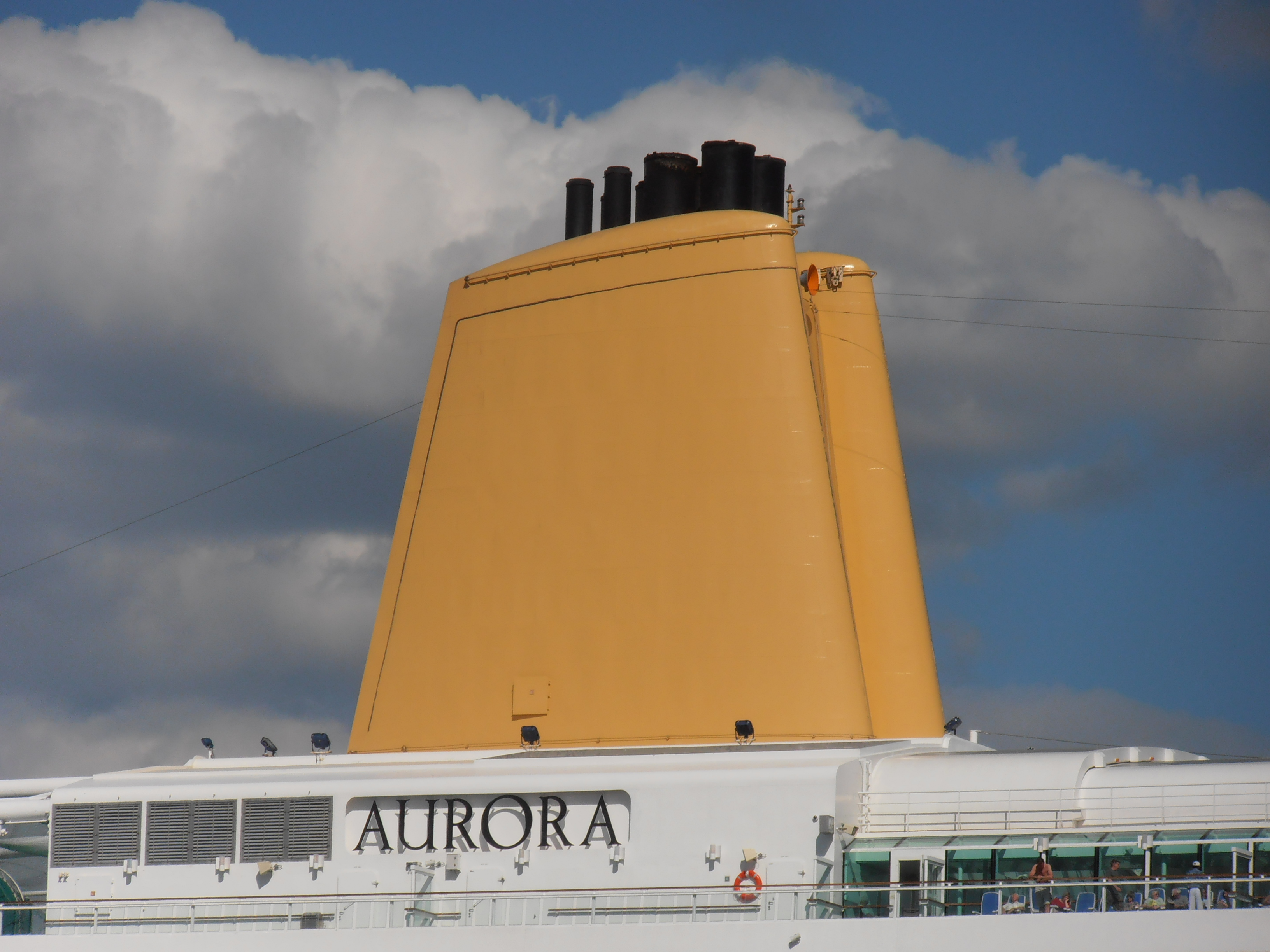
Los gases del motor se expulsan a través de los tubos de escape colocados en la chimenea de un crucero moderno.

## Función
La función principal de la chimenea en un barco es elevar la altura de los tubos de escape para la dispersión de los gases de los motores y demás maquinaria, a fin de no ensuciar la estructura y cubierta del buque y evitar que se perjudique la salud de tripulación y pasaje.